# Большой Манчестер (городская агломерация)
Городская агломерация Большой Ма́нчестер — крупнейшая городская агломерация региона Северо-Западная Англия с населением более двух миллионов человек. Основной город агломерации — Манчестер. Составляет большую часть графства Большой Манчестер.

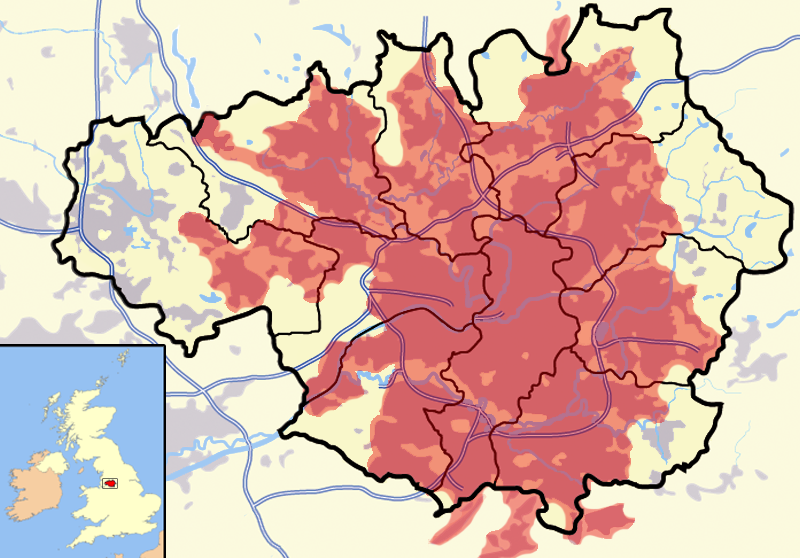
Городская агломерация Большой Манчестер в границах графства Большой Манчестер в 2001 году

По данным Национальной статистической службы в 2001 году городская агломерация Большой Манчестер состояла из 37 населённых пунктов с общей численностью населения 2 244 251 человек.

## Список населённых пунктов
Населённые пункты городской агломерации Большой Манчестер приведены в порядке убывания численности населения.
- Манчестер: 394 269
- Болтон: 139 403
- Стокпорт: 136 082
- Олдем: 103 544
- Рочдейл: 95 796
- Солфорд: 72 750
- Чидл и Гатли: 57 507
- Сейл: 55 234
- Бери: 50 718
- Мидлтон: 45 314
- Аштон-андер-Лайн: 43 236
- Ли: 43 006
- Стретфорд: 42 103
- Суинтон и Пендлбери: 41 347
- Эрмстон: 40 964
- Олтрингем: 40 695
- Хейзел-Гров и Брамхолл: 38 724
- Эклс: 36 610
- Уолкден: 36 218
- Радклифф: 34 239
- Уилмслоу/Олдерли-Эдж 34 087 (Чешир)
- Тилдсли: 34 022
- Чаддертон: 33 001
- Престуич: 31 693
- Хайд: 31 253
- Бредбери и Ромили: 28 167
- Хейвуд: 28 024
- Дентон: 26 866
- Фарнуэрт: 25 264
- Хиндли: 23 457
- Уайтфилд: 23 284
- Дройлсден: 23 172
- Бромли-Кросс/Брадшо: 22 747
- Стейлибридж: 22 658
- Ройтон: 22 230
- Атертон: 20 302
- Фейлсуэрт: 20 007